# The Love of Richard Nixon
«The Love of Richard Nixon» — песня валлийской рок-группы Manic Street Preachers, первый сингл из их седьмого студийного альбома Lifeblood. Музыканты описали сингл словами: «это саундтрек разочарования, ненависти, любви, борьбы и надежды». Более детально — композиция представляет собой оценку деятельности бывшего президента США Ричарда Никсона (переданную музыкантами в ироничной форме), в ней затрагиваются некоторые из его положительных достижений, которые в итоге, были перечёркнуты Уотергейтским скандалом. Дата выхода сингла — за две недели до победы Джорджа Буша на президентских выборах 2004 года, может рассматриваться как позиция группы в отношении репутации руководства США в тот период.
В интервью журналу Repeat Fanzine, группа заявила, что песня олицетворяет, различие их мировоззрения с группой Radiohead. В частности, Ники Уайр отметил, что они ощущают себя «эдакими Ричардами Никсонами», в то время как «Radiohead — это обаяшка Кеннеди»: «они такие улыбаются, переходят на „заученную браваду“», «затем появляются Manic Street Preachers — уродец Никсон: гадкие утята, которым пришлось трудиться в десять раз больше, чем кому-либо ещё. Параноидальные мегаломаниаки».
Песня добралась до второй строчки в британском чарте, её звучание более электронное, нежели у большинства предыдущих хитов коллектива, что было связано с экспериментами музыкантов на альбоме Lifeblood. По словам музыкантов для записи этого трека не использовались гитары.

## Список композиций

### CD1
1. «The Love of Richard Nixon» — 3:38
2. «Everyone Knows/Nobody Cares» — 4:12

### CD2
1. «The Love of Richard Nixon» — 3:38
2. «Everything Will Be» — 5:08
3. «Askew Road» — 2:58
4. «The Love of Richard Nixon» (video)

### DVD
1. «The Love of Richard Nixon» (video)
2. «Quarantine (In My Place Of)» — Short Film — 3:50
3. «Voodoo Polaroids» — 3:55

## Хит-парады
| Чарт (2004)      | Высшая позиция |
| ---------------- | -------------- |
| UK Singles Chart | 2              |